# Сем Сміт
Самюе́ль Фредері́к «Сем» Сміт (англ. Samuel Frederick "Sam" Smith; нар. 19 травня 1992, Лондон) — англійський співак та автор пісень. Його дебютний альбом In the Lonely Hour вийшов у травні 2014 року на лейблі Capitol Records UK.
Серед досягнень Сміта чотири нагороди Grammy Awards, три Brit Awards, три Billboard Music Awards та  American Music Award, а також Golden Globe та Academy Award.

## Біографія
Народився 19 травня 1992 року в Лондоні. Його мати Кейт Кессіді (Kate Cassidy), працівниця банку, була звільнена, нібито через те, що багато робочого часу витрачала на допомогу синові в розвитку його музичної кар'єри. Займався в молодіжному музичному театрі Youth Music Theatre UK і виступав в «Oh! Carol»(2007). Кілька років навчався у співачки та піаністки Джоанни Іден. Навчався в школі St Mary's Catholic School в Bishop's Stortford.
Сміт працював барменом в одному з лондонських барів та підробляв грою в джаз-бендах. Був шанувальником творчості Вітні Г'юстон і Чакі Хан.
Сміт доводиться троюрідним братом англійській співачці Лілі Аллен і акторові Альфі Аллену.

## Кар'єра
У грудні 2013 року Сміт був номінований на премії 2014 BRIT Critics' Choice Award і на Пісня року BBC, дві з яких він виграв.
Сміт випустив свій дебютний студійний альбом In the Lonely Hour 26 травня 2014 на лейблі Capitol Records, разом з синглами «Lay Me Down» (лід-сингл), «Money on My Mind» (2-й сингл).
У 2013 і 2014 роках тричі очолював хіт-парад Великої Британії з синглами La La La (Naughty Boy за участю Sam Smith) кліп якого має понад 400 млн переглядів на YouTube, Money on My Mind та Stay with Me.
У 2015 році на 57-й церемонії «Греммі» здобув перемогу в чотирьох номінаціях: Запис року, Пісня року, Найкращий новий виконавець та Найкращий вокальний попальбом. Лауреат премії «Золотий глобус» і «Оскар» (2016)

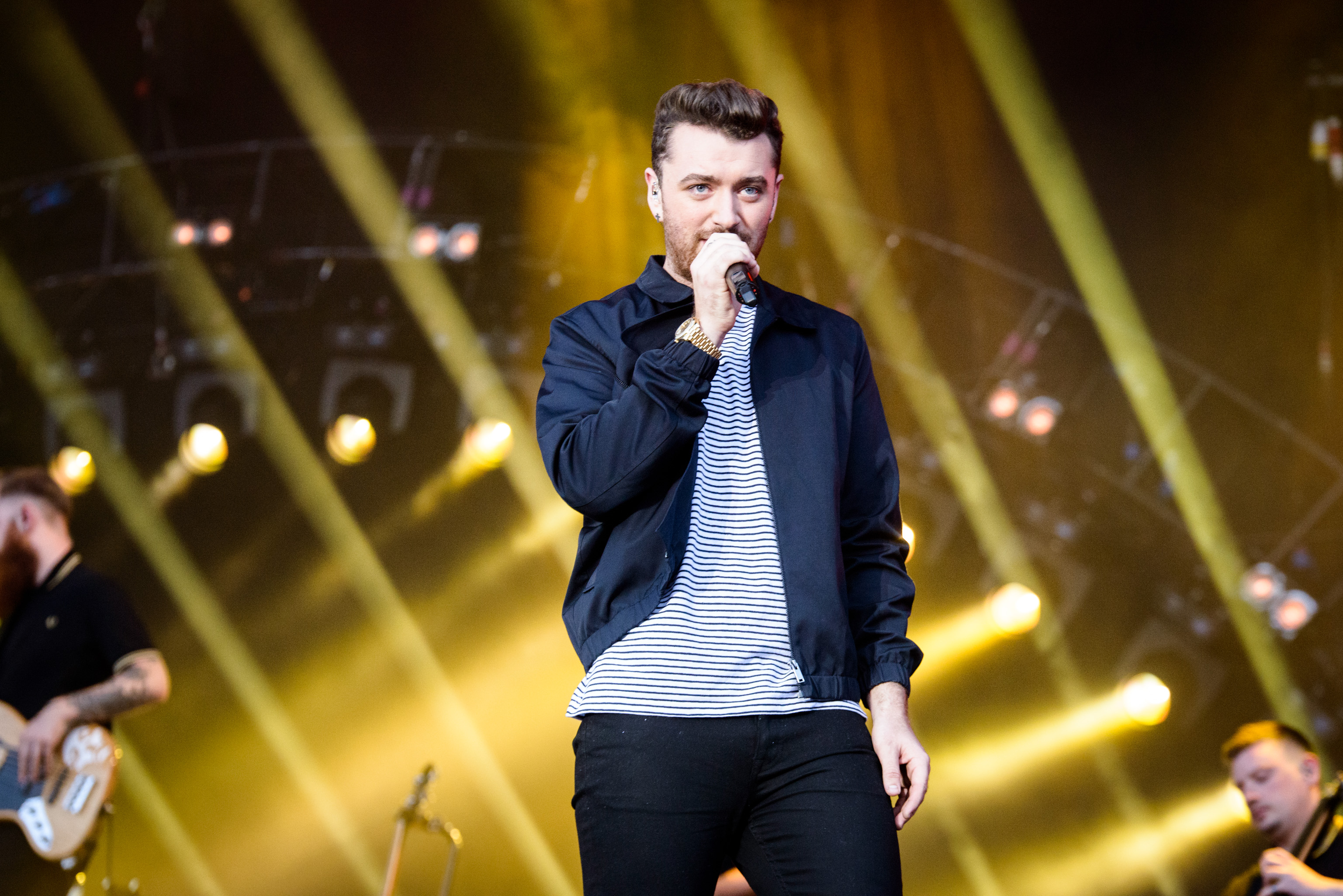
Сем Сміт на фестивалі Lollapalooza у 2015 році

3 листопада 2017-го відбувся реліз другого студійного альбому Сема Сміта — «The Thrill Of It All». До збірки увійшли 10 композицій, у спеціальний випуск — 14, а бонус-треки «Leader of the Pack» і «Blind Eye» вийшли ексклюзивно для мережі магазинів Target.
Платівка стала переможцем альбомного чарту США Billboard 200, кількість проданих копій складала понад 230 тисяч. Збірка стала популярною на стрімінгових сервісах, очолила Apple Music понад 60 країн. Найуспішнішими хітами стали пісні «Say It First» та «Midnight Train».
Згодом Сміт анонсував дати турів на підтримку альбому «The Thrill of It All»: вони відбуватимуться в Америці, Великій Британії та Європі у 2018 році.

## Вплив
Сміт визнає, що творчість Адель і Емі Вайнгауз сильно вплинули на нього. У інтерв'ю для Rolling Stone Сміт назвав Вітні Г'юстон та Мераю Кері найвеличнішими голосами R&B. На співака також вплинули Чака Хан, Крістіна Агілера, Бренді, Бейонсе та Леді Гага.

## Особисте життя
У травні 2014 року розповів про свою гомосексуальність. На початку січня 2015 повідомив про те, що зустрічається з моделлю Джонатаном Зейзелем, якого зустрів під час запису кліпу до пісні «Like I Can».
В травні 2014 року сервісові 4music.com зізнався, що має обсесивно-компульсивний розлад.
У жовтні 2017 року Сміт зробив камінг-аут як гендерквір та розповів журналу «Санді таймс», що «відчуває себе настільки жінкою, наскільки чоловіком». Сем також визнав, що в юності мав переважно жіночий одяг та ходив у школу з макіяжем. Він описує себе як фемініста.
З вересня 2017 року Сем Сміт зустрічався з актором серіалу «13 причин чому» Брендоном Флінном. В червні 2018 року стало відомо, що пара розійшлася.

## Дискографія

### Студійні альбоми
- In the Lonely Hour (2014)
- The Thrill of It All (2017)
- Love Goes (2020)

### Мініальбоми
- Nirvana (2011)

### Сингли
- 2012 — «Latch» (Disclosure feat. Sam Smith)
- 2013 — «La La La» (Naughty Boy та Sam Smith)
- 2014 — «Money on My Mind»
- 2014 — «Stay with Me»
- 2014 — «I’m Not the Only One»
- 2014 — «Like I Can»
- 2015 — «Lay Me Down»
- 2015 — «Lay Me Down» (Feat. John Legend)
- 2015 — «Omen» (Disclosure feat. Sam Smith)
- 2015 — «Writing's on the Wall» (саундтрек до фільму «007: Спектр»)
- 2017 — «Too Good at Goodbyes»
- 2017 — «Pray»
- 2018 — «Promises»
- 2018 — «Fire on Fire»
- 2019 — «Dancing with a Stranger»

## Концертні тури
- In the Lonely Hour Tour (2015)
- The Thrill of It All Tour (2018)

## Нагороди та номінації
| Рік  | Організація           | Нагорода                                    | Номінант(и)           | Результат |
| ---- | --------------------- | ------------------------------------------- | --------------------- | --------- |
| 2014 | MTV                   | Brand New For 2014                          | Н/Д                   | Номінація |
| 2014 | MTV                   | VMA Artist to Watch                         | Stay with Me          | Номінація |
| 2014 | BRIT Awards           | Critics' Choice                             | Н/Д                   | Перемога  |
| 2014 | BRIT Awards           | Single of the Year                          | «La La La»            | Номінація |
| 2014 | BBC                   | Sound of 2014                               |                       | Перемога  |
| 2015 | Греммі                | «Альбом року»                               | In the Lonely Hour    | Номінація |
| 2015 | Греммі                | «Запис року»                                | Stay with Me          | Перемога  |
| 2015 | Греммі                | «Найкращий новий виконавець»                | Н/Д                   | Перемога  |
| 2015 | Греммі                | «Пісня року»                                | Stay with Me          | Перемога  |
| 2015 | Греммі                | «Найкращий вокальний поп-альбом»            | In the Lonely Hour    | Перемога  |
| 2015 | Brit Awards           | Прорив Року                                 | Н/Д                   | Перемога  |
| 2015 | Brit Awards           | Світове визнання                            | Н/Д                   | Перемога  |
| 2015 | Brit Awards           | Альбом Року                                 | In The Lonely Hour    | Номінація |
| 2015 | Brit Awards           | Пісня Року                                  | Stay With Me          | Номінація |
| 2015 | Brit Awards           | Відео Року                                  | Stay With Me          | Номінація |
| 2015 | Elle Style Awards     | Музикант Року                               | Н/Д                   | Перемога  |
| 2015 | IHeart Radio          | Артист Року                                 | Н/Д                   | Номінація |
| 2015 | IHeart Radio          | Пісня Року                                  | Stay With Me          | Номінація |
| 2015 | IHeart Radio          | Найкращий Новий Артист                      | Н/Д                   | Перемога  |
| 2015 | IHeart Radio          | Найкращий Текст Пісні                       | Stay With Me          | Номінація |
| 2015 | IHeart Radio          | Найкращий Танцювальний Сингл                | «La La La»            | Номінація |
| 2015 | ARIA Music Awards     | Міжнародний Артист Року                     | Н/Д                   | Номінація |
| 2015 | Teen Choice Awards    | Choice Music: Male Artist                   | Н/Д                   | Номінація |
| 2015 | Teen Choice Awards    | Teen Choice Award for Choice Music – Single | "Lay Me Down"         | Номінація |
| 2016 | Оскар                 | «Найкраща пісня до фільму»                  | Writing’s on the Wall | Перемога  |
| 2018 | ARIA Music Awards     | Міжнародний Артист Року                     | Н/Д                   | Номінація |
| 2018 | UK Music Video Awards | Краще Поп-відео в Великій Британії          | "Pray" (with: Logic)  | Номінація |